# Суриков, Эмиль Иванович
Эмиль Иванович Суриков (1926—2016) — советский военнослужащий, лётчик-испытатель Научно-испытательного полигона № 4, Герой Советского Союза, капитан.

## Биография
Родился 29 апреля 1926 года в селе Красивое ныне Есильского района Тургайской области. Русский. Окончил 10 классов школы в городе Фрунзе и 1 курс Харьковского института инженеров железнодорожного транспорта.
В армии с марта 1944 года. В 1944—1946 годах обучался в Новосибирской военной авиационной школе лётчиков, в 1949 году окончил Омское военное авиационное училище лётчиков. Служил в строевых частях ВВС.
В 1953—1965 — лётчик-испытатель Научно-испытательного полигона № 4. Участвовал в испытаниях крылатых ракет. Выполнил 31 катапультирование из самолётов Ил-28, которые использовались в качестве летающих мишеней для крылатых ракет. Лётчик выводил эти самолёты на боевой курс, переключал управление на автопилот и катапультировался. Самолёт после этого поражала крылатая ракета, запущенная с земли или с другого самолёта.
За мужество и героизм, проявленные при испытании новой техники, капитану Сурикову Эмилю Ивановичу Указом Президиума Верховного Совета СССР от 16 сентября 1957 года присвоено звание Героя Советского Союза с вручением ордена Ленина и медали «Золотая Звезда».
В 1965—1967 — на лётно-испытательной работе в Государственном Краснознамённом научно-испытательном институте ВВС. Провёл ряд испытательных работ на самолётах Ил-18, Ту-104 и других.
В 1967—1978 — лётчик-испытатель 70-го отдельного испытательного тренировочного авиационного полка Центра подготовки космонавтов. Неоднократно выполнял полёты на самолёте Ту-104ЛЛ на режимах невесомости для тренировки космонавтов.
С марта 1978 года полковник Э. И. Суриков — в запасе. Жил в Звёздном городке Щёлковского района Московской области.

## Награды
Военный лётчик 1-го класса.
Награждён орденами Ленина, Красного Знамени, медалями.